# バヤン (サイイド)
バヤン（Bayan、生没年不詳）は、モンゴル帝国（大元ウルス）に仕えたムスリム官僚の一人。主にクビライ・カアンの治世末期からオルジェイトゥ・カアン（成宗テムル）の治世前半にかけて、右丞相オルジェイ・梁徳珪らとともに宰相格として朝政を主導したことで知られる。しかし、最後には大都政変に際して処刑されるという不名誉な死を迎えたためか、墓碑類などはなく『元史』の列伝にも断片的な記述しか残されていない。
『元史』などの漢文史料では伯顔（bǎiyán）、『集史』などのペルシア語史料ではبایان（Bāyān）と表記される。また『集史』では本名はアブー・バクル（Abū bakr）で、「バヤン」はクビライより与えられたモンゴル語名であったと伝えられている。

## 概要

### 出自
預言者ムハンマドの末裔を称するサイイドの名家の出身で、雲南の開発などで名高いサイイド・アジャッルの孫にあたる。父親はナースィル・ウッディーンで、兄弟にはウマル・バヤンチャルらがいた。
バヤンの活動が記録に現れるのは1281年（至元18年）6月からのことで、この時烏木・抜都児等八処民戸を分管するよう命じられたという。1385年（至元22年）2月には龍興行省（江西行省の別名）左丞に任命されているが、これは『集史』クビライ・カアン紀の「［ナースィル・ウッディーンの存命中、バヤンは］ザイトン城（shahr-i zaitūng＝泉州）に長官として派遣された」という記事に対応するものと考えられている。1392年（至元29年）正月にはアラーウッディーン（阿老瓦丁）とともに、江西行省において税の減免を行うことを申し出て認められている。
1393年（至元30年）正月には河南江北行省の平章に昇格となり、揚州における屯田に倣った耕地の開拓、余分な官府の削減などを提言している。なお、ここで揚州の事例を挙げているのは、かつてザイトン＝泉州に赴任していた経験によるものとみられる。またこのころ、河南の蔡州を汝寧府に昇格させる提言を行い、認められたとの記録もある。

### 平章政事への抜擢
クビライの治世の末期の1393年（至元30年）11月、河南行省の平章であったバヤンは中書省の平章に抜擢され、テケ（帖哥）・ラチン（剌真）・ブクム（不忽木）らの上位に位置付けられた。これに対応する記録として、ペルシア語史料の『集史』には下記のような記述がある。
漢文史料上では言及されないが、上記のようにバヤンは平章政事の中でも首位である、「首平章」として朝政を主導する立場にあった。なお、『集史』が語るとおりバヤンは祖父・父同様に「サイイド・アジャッル（賽典赤）」の称号でも呼ばれており、例えば『元史』宰相年表などでは一貫して「賽典赤」と表記されている。これより先、1392年（至元29年）には右丞相オルジェイが「これまでの年間の歳入はおよそ297万8305錠であったのに、今年は189万3993錠であった」と報告しているように国家財政が悪化しており、財政再建に取り組むためにバヤンらが抜擢されたと考えられている。
また、クビライの治世の最後の2年におけるバヤンの事蹟は、『集史』クビライ・カアン紀に「カアンのワズィールであった、バヤン平章（Bāyān finjān）と名付けられたサイイド・アジャッルについての物語」という章で詳しく語られている。同書によると、バヤンがクビライの治世の最後の2年間に宰相を務めていた時期、ある時バヤンが600万バーリシュの損失をもたらしたとの密告があった。そこでクビライがバヤンを問い詰めたところ、バヤンは災害にあった民の救済のため支出したものであると説明したため、クビライはバヤンの取り組みを高く評価しより一層重用するようになったという。
またこの頃、クビライの皇太子であったが早世したチンキムの妃のココジン・カトンがバヤンを呼び出し、クビライが後継者を誰にするつもりでいるか尋ねるよう依頼した。そこでバヤンはクビライの下に参上し、後継者の事について尋ねたところ、クビライは自らの死後の争いに配慮するバヤンを改めて評価し、父祖の名のった「サイイド・アジャッル」の称号を授けたという。その上で、バヤンとその七人の兄弟にジャルリグとパイザを授け、後継者候補であり、中央アジアのカイドゥを押さえ込むためモンゴル高原に駐留するテムルを迎えに行くよう命じた。
やがて、至元31年正月にクビライが死去すると、後継者を選ぶためのクリルタイが上都で開催され、バヤンらが北方より連れ戻したテムルがオルジェイトゥ・カアンとして即位するに至った。恐らくはココジンの意を受けてテムル即位に寄与した功績により、オルジェイトゥ・カアンはバヤンを引き続き重用し、『集史』テムル・カアン紀にもバヤン平章を「サイイド・アジャッル」として重用したことが記載されている。

### オルジェイトゥ・カアンの治世
オルジェイトゥ・カアンの治世下で行われたバヤンの政策について、楊志玖は1.財政節約、2.江南戸籍の整理、3.選官法の改正などに整理している。
まず財政節約については、オルジェイトゥ・カアン即位から2カ月後の至元31年6月、中書省により諸王・功臣に下賜された後余った鈔27万錠を必要に応じて給することが提起された。さらに同年11月には、先帝クビライが歳務の節約に務めるよう語ったことがあること、また現実に諸王藩戚に対して116万2千錠という莫大な下賜がなされていることを挙げ、下賜の内容を酌量するようオルジェイトゥ・カアンに請い、認められている。同じく1396年（元貞2年）2月には、中書省より諸王・更新への下賜が重い財政負担となっていること、下賜は貧しい者や辺境へ赴く者にのみ与えるべきである、との提言がなされ、認められたという。これらの諸政策は、朝廷にとって重い財政負担であった諸王・功臣への下賜を改善するべく、バヤンによって主導された政策の一環であったと考えられている。
次に2.江南戸籍の整理について、1399年（大徳3年）7月には、中書省が「発陵」という悪事を行ったことで知られる楊リンチェンキャプが江南諸寺の佃戸50万余りを寺籍に入れていたことを問題視し、民戸に改めることを提起した。この事業は数年にわたって行われたようで、1302年（大徳6年）1月・11月にも同様の施策が行われたとの記録がある。
最後に3.選官法の改正について、1395年（元貞元年）2月、中書省より「アフマド・サンガらは権勢を頼んで恣意的に人事を行ったため、遷転法が機能しなくなった」こと、その対策のために粛政廉訪司による地方官吏の監督を厳しくすることを提案したとの記録がある。さらに同年3月には枢密院・御史台が独自に官吏を採用することをやめさせ、官吏の任命権を中書省に集中させることが認められ、5月には麦朮丁・何栄祖らに選官法を正すよう命じられた。これらの政策は、いずれもアフマド・サンガの時代に恣意的な人事によって不要の官吏が増え、国庫を圧迫していた事の改善策であった。
以上の諸政策はいずれも史料上で「中書省」の提言として記録され、バヤンの提起であるとは明記されないが、一貫して悪化した財政政策を再建するためのものであった。これらの諸政策は平章の主席であるバヤンが主導していた可能性が高く、恐らくは処刑されるという不名誉な最期を遂げたために記録上からバヤンの痕跡が抹消されたのではないかと考えられている。同じく、至元31年7月に御史台によって右丞アリーがかつてのアフマドの系列に連なる奸臣であると告発されたが、中書省がこれを弁護しその地位を恢復させたというのも、バヤンが主導した事と考えられている。

### 大徳7年の政変
上記のように財政改善に務めてきたバヤンであったが、長年宰相の地位にあることで綱紀が弛緩してきたようで、『元史』巻134では「［大徳2年以後の］中書平章のバヤンらは位が定まってから長く、その党類は多く盛んで、 私情にとらわれ法を弄び、綱紀は漸壊している」と評されている。また、1300年（大徳4年）からはラーンナー出兵が始まり、1301年（大徳5年）にはモンゴル高原においてカイドゥ・ウルスとの大会戦（テケリクの戦い）が繰り広げられ、大元ウルスの国庫は再び圧迫されていた。とりわけ、右丞相オルジェイが主導したラーンナー出兵が惨憺たる結果に終わったことにより、当時国政を掌握しつつあったブルガン・カトンが潤沢な財源の確保と、オルジェイら宰相陣の排除を目的とした政変を始めるに至った。
1303年（大徳7年）正月、御史台によって海商の朱清・張瑄らが拘禁され、更に2月にはこれまで朱清・張瑄らを庇護してきたオルジェイも朱清・張瑄から賄賂を受けていた事を告発された。オルジェイはカアンの配慮によって罷免を免れたものの、3月には同じ罪状によって中書省の中枢から首平章のバヤンをはじめ、梁徳珪・段貞・アルグンサリら、右丞のバトマシン、左丞のウルグ・ブカ、参政のミール・ホージャおよび張斯立らが一斉に罷免されるに至った。なお、この朱清・張瑄逮捕に始まる一連の政変は、ペルシア語史料の『ワッサーフ史』でも言及されており、『ワッサーフ史』では平章・丞相といったアミールたちが朱・張（Jū Jang）と結び、真州（Sinjū）にて鈔（chāw）を偽造し、それによって許可なく海外交易を行っていたことをハルガスン・ダルハン丞相がブルガン・カトンに告発したとする。そこでブルガン・カトンはアミールたちの調査・尋問を命じ、その結果バヤン平章（Bāyān pinjān＝平章伯顔）、アブドゥッラー平章（ʿAbdullah pinjān＝梁徳珪）、バトマシン（Bātūmasīn＝八都馬辛）、ミール・ホージャ参政（Mīr khwāja samjīn＝迷而火者）らが失脚し、オルジェイ丞相は悲嘆の内に死去したと述べている。また『ワッサーフ史』によると、上記のアミール達の中でバヤン平章のみは70の杖刑を受けたという。
1304年（大徳8年）9月、バヤン・梁徳珪・バトマシン・ミール＝ホージャらは失脚前の地位に戻されたが、『ワッサーフ史』によるとこれは体調の持ち直したオルジェイトゥ・カアンの指示によるものであったという。もっとも『続資治通鑑』によると、バヤンらの復職からわずか十日後に御史の杜肯構が「天下の人はバヤン・梁徳珪・バトマシンを三凶とみなしており、三凶が誅殺されなければ、天下に謝することはないでしょう」と述べてバヤンらの誅殺を主張しており、バヤンらへの悪感情は根深いものがあった。このような反発を受けて梁徳珪は間もなく死去し、バヤンも地位を取り戻したとはいえ、往年のように辣腕を振るう余地はなかったようである。

### 大都政変と処刑
オルジェイトゥ・カアンの治世の後半はブルガン・カトンがカアンに代わって実質的に政治を取り仕切っていたが、ブルガンは自らの産んだ唯一の息子のデイシュが早世するという悲運に見舞われていた。血統としてはオルジェイトゥ・カアンの甥であるカイシャン・アユルバルワダ兄弟が最も有力な後継者候補であったが、ブルガンは彼等の生母ダギを過去の経緯から憎悪しており、兄弟ともに中央から遠ざけていた。そこで、1307年（大徳11年）正月にオルジェイトゥ・カアンが崩御すると、ブルガンは宰相格のアグタイ・バヤン・梁徳珪・バトマシンらと組んでオルジェイトゥ・カアンの従兄弟にあたる安西王アナンダの擁立を計画した。なお、『ワッサーフ史』では「エルジギン部のアグタイ丞相（Aghūtāy）・オルドのアミールであったケレイ（Kerāī）・ウイグル部のバトマシン平章（Bātūmasīn)」らがアナンダ擁立計画の中心人物として名を挙げられているが、『元史』王寿伝の記述によってバヤンもこの一派に属していたことが分かる。
しかしこれに対して左丞相のハルガスンを中心とする一派が反発し、アユルバルワダを擁立して同年月にクーデターを実施した（大都政変）。これによってブルガン・カトンの一派は皆捕らえられ、王約が「反逆を謀った者たちは処刑とすべきである」と述べたこともあり、バヤンも含めブルガン一派は全員が処刑されるに至った。

## サイイド・アジャッル家
|                          |                          |                          |                          |                          |                          |  |  |  |  | カマール・ウッディーン Kāmāl al-Dīn 苦馬魯丁                                         |                                                                |                                                                |                                                                |                                                                |                                                                |  |  |  |  |                       |                       |                       |                       |                       |                       |  |  |  |  |                                |                                |                                |                                |                                |                                |  |  |  |  |                                                |                                                |                                                |                                                |                                                |                                                |  |  |  |  |                                                 |                                                 |                                                 |                                                 |                                                 |                                                 |  |  |  |  |  |  |  |  |  |  |  |  |  |  |  |  |  |  |  |  |  |  |  |  |  |  |  |  |
|                          |                          |                          |                          |                          |                          |  |  |  |  |                                                                                      |                                                                |                                                                |                                                                |                                                                |                                                                |  |  |  |  |                       |                       |                       |                       |                       |                       |  |  |  |  |                                |                                |                                |                                |                                |                                |  |  |  |  |                                                |                                                |                                                |                                                |                                                |                                                |  |  |  |  |                                                 |                                                 |                                                 |                                                 |                                                 |                                                 |  |  |  |  |  |  |  |  |  |  |  |  |  |  |  |  |  |  |  |  |  |  |  |  |  |  |  |  |
|                          |                          |                          |                          |                          |                          |  |  |  |  | サイイド・アジャッル・ シャムス・ウッディーン Sayyid Ajall Shams al-Dīn 賽典赤贍思丁 |                                                                |                                                                |                                                                |                                                                |                                                                |  |  |  |  |                       |                       |                       |                       |                       |                       |  |  |  |  |                                |                                |                                |                                |                                |                                |  |  |  |  |                                                |                                                |                                                |                                                |                                                |                                                |  |  |  |  |                                                 |                                                 |                                                 |                                                 |                                                 |                                                 |  |  |  |  |  |  |  |  |  |  |  |  |  |  |  |  |  |  |  |  |  |  |  |  |  |  |  |  |
|                          |                          |                          |                          |                          |                          |  |  |  |  |                                                                                      |                                                                |                                                                |                                                                |                                                                |                                                                |  |  |  |  |                       |                       |                       |                       |                       |                       |  |  |  |  |                                |                                |                                |                                |                                |                                |  |  |  |  |                                                |                                                |                                                |                                                |                                                |                                                |  |  |  |  |                                                 |                                                 |                                                 |                                                 |                                                 |                                                 |  |  |  |  |  |  |  |  |  |  |  |  |  |  |  |  |  |  |  |  |  |  |  |  |  |  |  |  |
|                          |                          |                          |                          |                          |                          |  |  |  |  |                                                                                      |                                                                |                                                                |                                                                |                                                                |                                                                |  |  |  |  |                       |                       |                       |                       |                       |                       |  |  |  |  |                                |                                |                                |                                |                                |                                |  |  |  |  |                                                |                                                |                                                |                                                |                                                |                                                |  |  |  |  |                                                 |                                                 |                                                 |                                                 |                                                 |                                                 |  |  |  |  |  |  |  |  |  |  |  |  |  |  |  |  |  |  |  |  |  |  |  |  |  |  |  |  |
| マスウード Masʿūd 馬速忽 | マスウード Masʿūd 馬速忽 | マスウード Masʿūd 馬速忽 | マスウード Masʿūd 馬速忽 | マスウード Masʿūd 馬速忽 | マスウード Masʿūd 馬速忽 |  |  |  |  | シャムス・ウッディーン・ウマル Shams al-Dīn ʿUmar 苫速丁兀黙里                       | シャムス・ウッディーン・ウマル Shams al-Dīn ʿUmar 苫速丁兀黙里 | シャムス・ウッディーン・ウマル Shams al-Dīn ʿUmar 苫速丁兀黙里 | シャムス・ウッディーン・ウマル Shams al-Dīn ʿUmar 苫速丁兀黙里 | シャムス・ウッディーン・ウマル Shams al-Dīn ʿUmar 苫速丁兀黙里 | シャムス・ウッディーン・ウマル Shams al-Dīn ʿUmar 苫速丁兀黙里 |  |  |  |  | フサイン Ḥusayn 忽辛  | フサイン Ḥusayn 忽辛  | フサイン Ḥusayn 忽辛  | フサイン Ḥusayn 忽辛  | フサイン Ḥusayn 忽辛  | フサイン Ḥusayn 忽辛  |  |  |  |  | ハサン Ḥasan 哈散              | ハサン Ḥasan 哈散              | ハサン Ḥasan 哈散              | ハサン Ḥasan 哈散              | ハサン Ḥasan 哈散              | ハサン Ḥasan 哈散              |  |  |  |  | ナースィル・ウッディーン Nāṣir al-Dīn 納速剌丁 | ナースィル・ウッディーン Nāṣir al-Dīn 納速剌丁 | ナースィル・ウッディーン Nāṣir al-Dīn 納速剌丁 | ナースィル・ウッディーン Nāṣir al-Dīn 納速剌丁 | ナースィル・ウッディーン Nāṣir al-Dīn 納速剌丁 | ナースィル・ウッディーン Nāṣir al-Dīn 納速剌丁 |  |  |  |  |                                                 |                                                 |                                                 |                                                 |                                                 |                                                 |  |  |  |  |  |  |  |  |  |  |  |  |  |  |  |  |  |  |  |  |  |  |  |  |  |  |  |  |
| マスウード Masʿūd 馬速忽 | マスウード Masʿūd 馬速忽 | マスウード Masʿūd 馬速忽 | マスウード Masʿūd 馬速忽 | マスウード Masʿūd 馬速忽 | マスウード Masʿūd 馬速忽 |  |  |  |  | シャムス・ウッディーン・ウマル Shams al-Dīn ʿUmar 苫速丁兀黙里                       | シャムス・ウッディーン・ウマル Shams al-Dīn ʿUmar 苫速丁兀黙里 | シャムス・ウッディーン・ウマル Shams al-Dīn ʿUmar 苫速丁兀黙里 | シャムス・ウッディーン・ウマル Shams al-Dīn ʿUmar 苫速丁兀黙里 | シャムス・ウッディーン・ウマル Shams al-Dīn ʿUmar 苫速丁兀黙里 | シャムス・ウッディーン・ウマル Shams al-Dīn ʿUmar 苫速丁兀黙里 |  |  |  |  | フサイン Ḥusayn 忽辛  | フサイン Ḥusayn 忽辛  | フサイン Ḥusayn 忽辛  | フサイン Ḥusayn 忽辛  | フサイン Ḥusayn 忽辛  | フサイン Ḥusayn 忽辛  |  |  |  |  | ハサン Ḥasan 哈散              | ハサン Ḥasan 哈散              | ハサン Ḥasan 哈散              | ハサン Ḥasan 哈散              | ハサン Ḥasan 哈散              | ハサン Ḥasan 哈散              |  |  |  |  | ナースィル・ウッディーン Nāṣir al-Dīn 納速剌丁 | ナースィル・ウッディーン Nāṣir al-Dīn 納速剌丁 | ナースィル・ウッディーン Nāṣir al-Dīn 納速剌丁 | ナースィル・ウッディーン Nāṣir al-Dīn 納速剌丁 | ナースィル・ウッディーン Nāṣir al-Dīn 納速剌丁 | ナースィル・ウッディーン Nāṣir al-Dīn 納速剌丁 |  |  |  |  |                                                 |                                                 |                                                 |                                                 |                                                 |                                                 |  |  |  |  |  |  |  |  |  |  |  |  |  |  |  |  |  |  |  |  |  |  |  |  |  |  |  |  |
|                          |                          |                          |                          |                          |                          |  |  |  |  |                                                                                      |                                                                |                                                                |                                                                |                                                                |                                                                |  |  |  |  |                       |                       |                       |                       |                       |                       |  |  |  |  |                                |                                |                                |                                |                                |                                |  |  |  |  |                                                |                                                |                                                |                                                |                                                |                                                |  |  |  |  |                                                 |                                                 |                                                 |                                                 |                                                 |                                                 |  |  |  |  |  |  |  |  |  |  |  |  |  |  |  |  |  |  |  |  |  |  |  |  |  |  |  |  |
|                          |                          |                          |                          |                          |                          |  |  |  |  | クルク Kürek 曲列                                                                    | クルク Kürek 曲列                                              | クルク Kürek 曲列                                              | クルク Kürek 曲列                                              | クルク Kürek 曲列                                              | クルク Kürek 曲列                                              |  |  |  |  | ボルカン Borqang 伯杭 | ボルカン Borqang 伯杭 | ボルカン Borqang 伯杭 | ボルカン Borqang 伯杭 | ボルカン Borqang 伯杭 | ボルカン Borqang 伯杭 |  |  |  |  | バヤンチャル Bayančar 伯顔察児 | バヤンチャル Bayančar 伯顔察児 | バヤンチャル Bayančar 伯顔察児 | バヤンチャル Bayančar 伯顔察児 | バヤンチャル Bayančar 伯顔察児 | バヤンチャル Bayančar 伯顔察児 |  |  |  |  | ウマル ʿUmar 烏馬児                            | ウマル ʿUmar 烏馬児                            | ウマル ʿUmar 烏馬児                            | ウマル ʿUmar 烏馬児                            | ウマル ʿUmar 烏馬児                            | ウマル ʿUmar 烏馬児                            |  |  |  |  | バヤン（アブー・バクル） Bayan（Abū Bakr） 伯顔 | バヤン（アブー・バクル） Bayan（Abū Bakr） 伯顔 | バヤン（アブー・バクル） Bayan（Abū Bakr） 伯顔 | バヤン（アブー・バクル） Bayan（Abū Bakr） 伯顔 | バヤン（アブー・バクル） Bayan（Abū Bakr） 伯顔 | バヤン（アブー・バクル） Bayan（Abū Bakr） 伯顔 |  |  |  |  |  |  |  |  |  |  |  |  |  |  |  |  |  |  |  |  |  |  |  |  |  |  |  |  |
|                          |                          |                          |                          |                          |                          |  |  |  |  | クルク Kürek 曲列                                                                    | クルク Kürek 曲列                                              | クルク Kürek 曲列                                              | クルク Kürek 曲列                                              | クルク Kürek 曲列                                              | クルク Kürek 曲列                                              |  |  |  |  | ボルカン Borqang 伯杭 | ボルカン Borqang 伯杭 | ボルカン Borqang 伯杭 | ボルカン Borqang 伯杭 | ボルカン Borqang 伯杭 | ボルカン Borqang 伯杭 |  |  |  |  | バヤンチャル Bayančar 伯顔察児 | バヤンチャル Bayančar 伯顔察児 | バヤンチャル Bayančar 伯顔察児 | バヤンチャル Bayančar 伯顔察児 | バヤンチャル Bayančar 伯顔察児 | バヤンチャル Bayančar 伯顔察児 |  |  |  |  | ウマル ʿUmar 烏馬児                            | ウマル ʿUmar 烏馬児                            | ウマル ʿUmar 烏馬児                            | ウマル ʿUmar 烏馬児                            | ウマル ʿUmar 烏馬児                            | ウマル ʿUmar 烏馬児                            |  |  |  |  | バヤン（アブー・バクル） Bayan（Abū Bakr） 伯顔 | バヤン（アブー・バクル） Bayan（Abū Bakr） 伯顔 | バヤン（アブー・バクル） Bayan（Abū Bakr） 伯顔 | バヤン（アブー・バクル） Bayan（Abū Bakr） 伯顔 | バヤン（アブー・バクル） Bayan（Abū Bakr） 伯顔 | バヤン（アブー・バクル） Bayan（Abū Bakr） 伯顔 |  |  |  |  |  |  |  |  |  |  |  |  |  |  |  |  |  |  |  |  |  |  |  |  |  |  |  |  |
|                          |                          |                          |                          |                          |                          |  |  |  |  |                                                                                      |                                                                |                                                                |                                                                |                                                                |                                                                |  |  |  |  |                       |                       |                       |                       |                       |                       |  |  |  |  |                                |                                |                                |                                |                                |                                |  |  |  |  | エレシ Eleši 也列失                            |                                                |                                                |                                                |                                                |                                                |  |  |  |  |                                                 |                                                 |                                                 |                                                 |                                                 |                                                 |  |  |  |  |  |  |  |  |  |  |  |  |  |  |  |  |  |  |  |  |  |  |  |  |  |  |  |  |